# Mateus Pinho Gwenjere
Mateus Pinho Gwenjere (Nhacuecha, Moçambique, 19.03.1933 - local desconhecido, 1977?) foi um sacerdote moçambicano. Foi o primeiro padre negro da arquidiocese da Beira (com o Manuel Mucauro), no centro de Moçambique, fugiu para Frelimo onde foi um dos actores dos conflitos internos do movimento de libertacao. Teve que fugir para Kenya onde fora raptado apos a independencia.

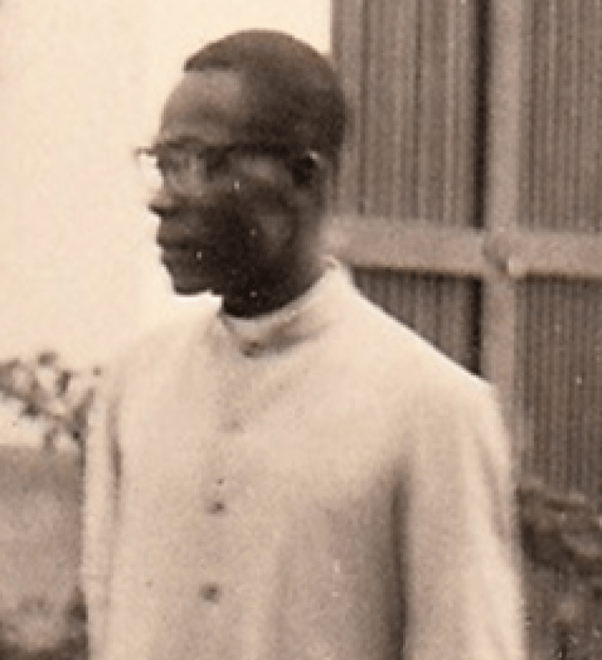

## Primeiros anos
Nascido em Nhacuecha, ao longo do rio Zambeze, o Gwenjere estudou com os Padres Franciscanos para quem trabalhou apos estudos, tornando-se professor de escola primaria. 
Apos a fundacao do Seminário São João de Brito de Zóbuè em 1946, o Gwenjere foi recrutado para estudar la. Ficou cinco anos e completou o ciclo com success. A seguir foi mandado para o seminario Maior de Namaacha, no sul do territorio, onde completou os estudos ecclesiasticos em 1963.
O Bispo da Beira, Dom Sebastião Soares de Resende, ordenou Gwenjere diácono em Julho de 1963 e sacerdote a 15 de Agosto de 1964, na Paróquia de Macuti, cidade da Beira. 

## Frelimo
Apos a sua ordenação, o Padre Gwenjere foi trabalhar na missão de Nossa Senhora de Fátima em Murraça. O seu superior era o Padre Charles Pollet, um padre belga carismatico e critico do colonialismo portugues. Rapidamente o padre Gwenjere virou defensor das populações em dificuldade - escreveu varias petições em nome delas. <ref?Lawe Laweki, Mateus Pinho Gwenjere. Um Padre Revolucionário, Wandsbeck, South Africa: Reach Pusblisher, 2019 </ref>
Com o Padre Pollet, ele ajudou muitos nacionalistas sair do pais e juntar-se ao movimento nacionalista da Frente de Libertação de Moçambique. O Bispo protegeu tanto o Padre Pollet que o Padre Gwenjere. 
Apos a morte do Bispo em 1967, o Padre Gwenjere fugiu para Malawi e para Tanzania onde se juntou a Frelimo. Foi la recebido como um heroi por causa da ajuda que tinha prestado ao movimneto nacionalista no interio de Moçambique. 
Em Novembro de 1967, o Presidente Eduardo Mondlane enviou Gwenjere para Nova Iorque, nos Estados Unidos da América, para testemunhar contra Portugal na Quarta Comissão da Assembleia Geral das Nações Unidas.  
Quando regressou, se deparou com problemas internos do movimento de libertação e rapidamente apoiou os estudantes que contestavam a liderança do movimento no seio do Instituto Moçambicano (escola da Frelimo) - o protesto dos estudante articulou-se a uma contestação maior e criou a maior crise da Frelimo.  
Ate o fim do ano, o Padre Gwenjere en colisão com o President da Frelimo, opondo-se, entre outros, a estrategia duma guerra longa. Aliados ao Conselho de Anciãos, que integrava sobretudo lideres makonde, entrou numa luta pelo poder que culminara com o Segundo Congresso da Frelimo, em Julho 1968, onde a suposta ala "correcta" ganhou enquanto o Gwenjere teve que deixar o movimento de libertação.
Intervindo mais uma vez no movimento da Frelimo, o governo da Tanzania consegui mandar o Padre Gwenjere trabalhar em Tabora, numa paroquia no norte da Tanzania, onde ele ficou ate 1972. Quando entendu que a Frelimo queria eliminar-lhe, exilou-se para o Kenya.

## Morte
Durante o periodo de transição para Independencia de Moçambique, o Padre Gwenjere regressou a Mocambique e contribuiu para a fundação do Partido de Coligação Nacional (PCN), que reuniu vários grupos anti-frelimistas sob a liderança de pastor e antigo vice-Presidente da Frelimo Uria Simango. O Padre Gwenjere recusou-se a  ocupar  qualquer  cargo  no  PCN, excepto  o  de  “conselheiro ”.
Pouco depois, o Padre Gwenjere foi agredido por  desconhecidos na garagem  da Paróquia onde residia, tendo sido encontrado em coma.
Quando saiu do hospital, decidiu mais uma vez deixar Moçambique, e regressar ao exilio no Kenya.
A 10 de Outubro de 1975, poucos meses após a independência de Moçambique, o Padre Mateus Pinho Gwenjere foi raptado em Nairobi, no Quénia. Foi trazido par Moçambique e mandado num campo de reeducação. Sera morto morto num local, numa data e em circunstâncias que ainda não foram oficialmente esclarecidas.

## Bibliograpfia
- Lawe Laweki, Mateus Pinho Gwenjere. Um Padre Revolucionário, Wandsbeck, South Africa: Reach Pusblisher, 2019
- Lawe Laweki, Mateus Pinho Gwenjere. A Revolutionary Priest, Wandsbeck, South Africa: Reach Pusblisher, 2019
- Amado Couto, Fernando, Moçambique 1974: O fim do Império e o Nascimento da Nação , Alfragide: Editorial Caminho, 2011
- Morier-Genoud, Eric, Catholicism and the Making of Politics in Central Mozambique, 1940-1980, Rochester: Rochester University Press, 2019
- Newitt, Malyn,  História de Moçambique, Mem-Martins: Publicações Europa-América, 1997